# Kein Ticket für den Tod
Kein Ticket für den Tod (Originaltitel: Casse-pipe à la Nation) ist ein Kriminalroman des französischen Schriftstellers Léo Malet um dessen Ermittlerfigur Nestor Burma, der 1957 veröffentlicht wurde und 1987 erstmals in deutscher Übersetzung durch Hans-Joachim Hartstein erschienen ist.

## Handlung

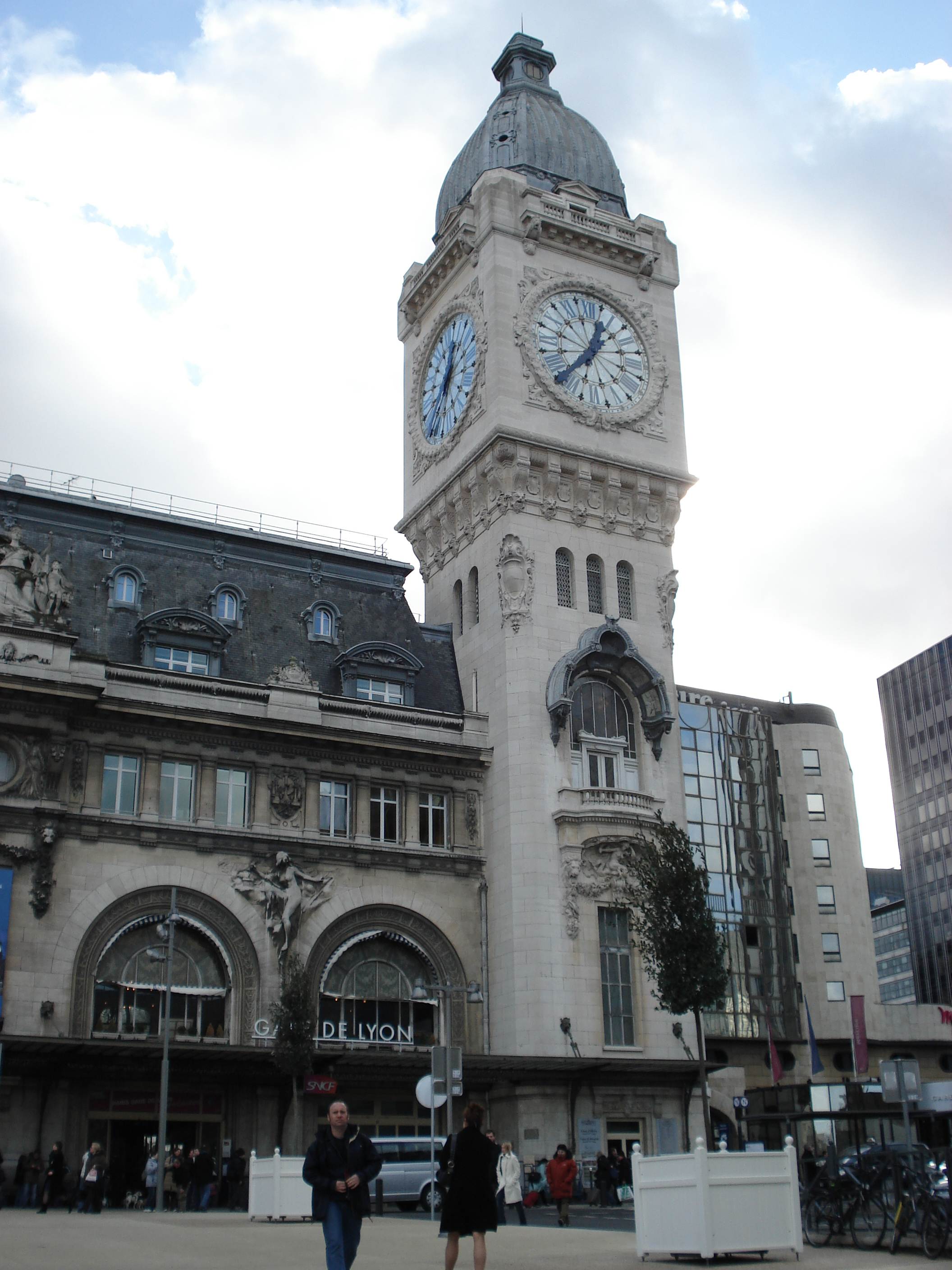
Die Turmuhr des Gare de Lyon, auf die Burma gleich zu Beginn des Romans schaut

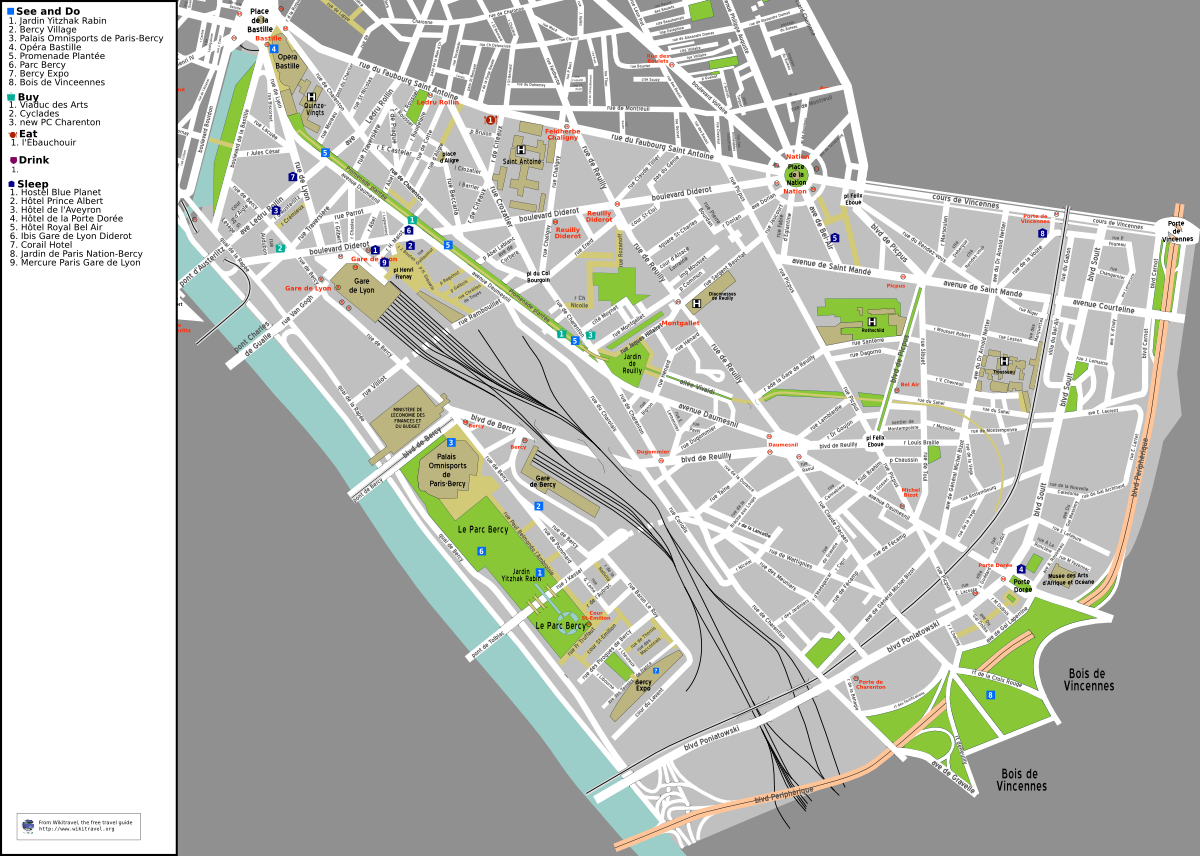
Karte des 12. Arrondissements

Die Geschichte spielt im Jahr 1957 im 12. Arrondissement in Paris während eines verregneten, wechselhaften Maimonats.
Der Roman findet seinen Anfang am Gare de Lyon, einem Schauplatz, der des Öfteren in Malets Romanen eine Rolle spielt, zumal er die Anlaufstelle vieler Immigranten aus dem Süden Frankreichs war, die dem 12. Arrondissement seinen Charakter geben. Malet stammt selbst aus Montpellier in Südfrankreich.
Doch der eigentliche städtische Kernpunkt ist in diesem Pariser Kriminalroman der Jahrmarkt am Foire du Trône, der damals noch am Place de la Nation lag. Dort wird Burma während seiner Ermittlungen um einen Raubmord fast Opfer eines Attentats. Allem Anschein nach setzt ein Weinhändler alles aufs Spiel, um seine Stieftochter töten zu können.

## Ausgaben
- Léo Malet: Kein Ticket für den Tod. Elster Verlag, Bühl-Moos 1987, ISBN 3-89151-041-1, 191 S.
- Léo Malet: Kein Ticket für den Tod. Rowohlt, Reinbek bei Hamburg 1992, ISBN 3-499-12890-X.

## Hintergrund
Viele der von Malet so geschilderten Sehenswürdigkeiten existieren im modernen Paris nicht mehr. Insbesondere das Quartier Bercy hat sich erheblich geändert.
Peter Stephan ergänzte die deutschsprachige Edition des Elster Verlags um einen literarischen „Nachgang“ inklusive einer Straßenkarte, in dem der Wandel des 12. Arrondissement und seiner Schauplätze 30 Jahre danach beleuchtet wurde. In der späteren Taschenbuchedition des Rowohlt Verlags war diese ebenfalls zu finden, fehlte aber aus urheberrechtlichen Gründen in der Gesamtedition des Zweitausendeins-Verlags.

## Rezeption

### Comic
Der mit Malet befreundete Comiczeichner Jacques Tardi brachte 1997 eine Graphic Novel der Geschichte heraus, die vom Publikum und der Kritik überaus positiv aufgenommen wurde.

### Verfilmung
In der französischen Fernsehreihe Nestor Burma mit Guy Marchand in der Titelrolle wurde Casse-pipe à la Nation (Regie: Claude Grinberg) unter seinem Originaltitel 1992 verfilmt und am 11. Dezember 1992 erstmals ausgestrahlt.